# Каяк
Каякът е малък, лек, относително тесен плавателен съд. Задвижва се от човешка сила с помощта на едно двулопатково гребло. Каякът може да е едноместен, двуместен и дори четириместен. Дисциплината кану-каяк е официално признат олимпийски спорт от 1936 г.
Каяците първоначално се използват от ескимосите, които ги изработват като съшиват и надяват кожа на дърво или скелет на кит (кост). С тях те ловуват. Съвременният каяк се използва за воден туризъм и в зависимост от конструкцията си може да се използва в бурни реки (гребен слалом), езера (водно родео) или морета (експедиции, воден туризъм).
Предпочитаният материал за изработка е пластмасата, защото каякът трябва да е лек и маневрен, но се изработват и от дърво, карбон, кевлар и други материали с цел подобряване плаваемостта на каяка.
Каяците са приспособени за военни нужди по време на Втората световна война. В днешни времена каяка се използва за спортни състезания.